# The Dangling Conversation
The Dangling Conversation è un singolo del duo statunitense Simon & Garfunkel, pubblicato nel 1966 ed estratto dall'album Parsley, Sage, Rosemary and Thyme.

## Tracce
- 7"

1. The Dangling Conversation
2. The Big Bright Green Pleasure Machine

## Cover
Una cover del brano è presente nell'album Joan di Joan Baez del 1967.